# استان پنیال دبه
استان پنیال دبه (به لاتین: Penal-Debe Regional Corporation) یک استان در ترینیداد و توباگو است. استان پنیال دبه ۲۴۶٫۹۱ کیلومتر مربع مساحت و ۸۹٬۳۹۲ نفر جمعیت دارد.